# 佐久間亮三
佐久間 亮三（さくま りょうぞう、 1894年11月6日 - 1969年3月26日）は、日本の陸軍軍人。最終階級は陸軍中将。

## 経歴
- 大正4年（1915年）5月25日、陸軍士官学校卒業（27期）
- 大正4年（1915年）12月25日、陸軍騎兵少尉任官、騎兵第9連隊附
- 大正8年（1919年）4月15日、陸軍騎兵中尉昇進
- 大正11年（1922年）12月14日、陸軍大学校入校
- 大正13年（1924年）8月20日、陸軍騎兵大尉昇進、騎兵第9連隊附
- 大正14年（1925年）11月27日、陸軍大学校卒業（37期）
- 大正14年（1925年）12月26日、騎兵第9連隊中隊長
- 大正15年（1926年）12月10日、陸軍省軍務局附勤務
- 昭和2年（1927年）1月18日、騎兵第9連隊附
- 昭和2年（1927年）12月16日、関東軍司令部附
- 昭和6年（1931年）8月1日、陸軍騎兵少佐昇進、騎兵第8連隊附
- 昭和7年（1932年）4月11日、関東軍司令部附
- 昭和10年（1935年）8月1日、陸軍騎兵中佐昇進、第10師団参謀
- 昭和13年（1938年）1月4日、騎兵第25連隊長
- 昭和13年（1938年）3月1日、陸軍騎兵大佐昇進
- 昭和14年（1939年）3月9日、関東軍司令部附
- 昭和14年（1939年）8月1日、第104師団参謀長（ - 昭和15年（1940年）11月13日）
- 昭和15年（1940年）12月2日、陸軍騎兵学校幹事
- 昭和16年（1941年）8月25日、陸軍少将昇進
- 昭和16年（1941年）12月1日、陸軍騎兵学校長
- 昭和19年（1944年）2月16日、勲二等瑞宝章
- 昭和19年（1944）7月28日、第14方面軍参謀長
- 昭和19年（1944）10月5日、南方軍総司令部附
- 昭和19年（1944）12月26日、第2方面軍参謀長
- 昭和20年（1945）3月1日、陸軍中将昇進
- 昭和20年（1945）3月15日、従四位
- 昭和20年（1945）5月29日、参謀本部附
- 昭和20年（1945）7月9日、第55師団長
- 1948年（昭和23年）1月31日、公職追放仮指定を受けた[1]。
- 昭和44年（1969）3月26日、76歳で死去